# ATP Challenger Bloemfontein
Der ATP Challenger Bloemfontein (offiziell: Bloemfontein Challenger) war ein Tennisturnier, das 1987 einmal in Bloemfontein, Südafrika, stattfand. Es gehörte zur ATP Challenger Tour und wurde im Freien auf Hartplatz gespielt.

## Liste der Sieger

### Einzel
| Jahr | Sieger         | Finalgegner | Ergebnis |
| ---- | -------------- | ----------- | -------- |
| 1987 | Philip Johnson | Mike Bauer  | 6:2, 6:4 |

### Doppel
| Jahr | Sieger                     | Finalgegner                 | Ergebnis      |
| ---- | -------------------------- | --------------------------- | ------------- |
| 1987 | David Felgate Nick Fulwood | Mike Bauer Peter Palandjian | 6:1, 3:6, 6:4 |